# Гемофильная инфекция
Гемофи́льная инфе́кция — острые инфекционные болезни, вызванные гемофильной палочкой. Гемофильная инфекция характеризуется преимущественным поражением органов дыхания, центральной нервной системы и развитием гнойных очагов в различных органах.

## Этиология
Возбудитель — Haemophilus influenzae (палочка Пфайфера) относится к семейству Pasteurellaceae, роду гемофилюсов (который включает 16 видов бактерий).
Впервые гемофильная палочка инфлюэнцы была выделена Рихардом Пфайффером во время пандемии гриппа в 1889 году и была ошибочно принята за этиологическую причину гриппа, что и определило её название (influenzae). В 1920 г Винслоу и коллегами, открывшими необходимость для роста микроорганизма эритроцитарных факторов, была переименована в Haemophilus («любящая кровь»). В 1933 году была открыта вирусная природа гриппа, однако название influenzae сохранилось. Микробиологические и иммунологические свойства H. influenzae были открыты М. Питтман в 1930 году. В 1933 году Фотергиллом и Райтом была обнаружена зависимость заболеваемости гемофильной инфекцией от возраста.
Представляет собой мелкую грамотрицательную коккобациллу (0,3 мкм в диаметре), для своего роста требует наличия содержащихся в эритроцитах термолабильного фактора V (НАД) и термостабильного фактора X (гемин).
По культуральным свойствам (продукция индола, активность уреазы и др.) разделяется на семь биотипов (от I до VII). Часть выделенных со слизистых оболочек палочек инфлюэнцы имеет капсулы. Известно шесть антигенно различающихся капсульных типов, обозначаемых от А до F. Наибольшее значение в патологии человека имеет Haemophilus influenzae type b. Данный серотип отличается от других наличием восьми генов, ответственных за образование фимбрий, которые способствуют улучшению адгезивных и пенетрантных свойств. Также, в отличие от других серотипов, гемофилюс инфлюэнцы типа b — единственно способная проникать в кровеносное русло.

## Эпидемиология
Источником и резервуаром инфекции является только человек. Путь распространения — воздушно-капельный. Возбудитель локализуется на слизистой оболочке верхних дыхательных путей. H. influenzae можно выделить из носо-глотки 90 % здоровых людей, причём на более вирулентный тип b приходится около 5 % всех выделенных штаммов. Здоровое носительство может продолжаться от нескольких дней до нескольких месяцев. Носительство сохраняется даже при высоком титре специфических антител и даже при назначении высоких доз антибиотиков. Чаще всего заболевают дети в возрасте от 6 мес до 4 лет, реже болеют новорождённые, дети более старшего возраста и взрослые.
До введения обязательной вакцинации против Hib в США (до 1990г), по данным ААР (American Academy of Pediatrics) ежегодно отмечалось около 20000 случаев заболевания и около 1000 летальных исходов у детей в результате гемофильной инфекции. Неврологические осложнения отмечались в 25-35 % случаев.
В настоящее время в европейских странах регистрируется 26-43 случаев заболеваний на 100000 детей, смертность составляет 1-3 %, высок уровень неврологических осложнений.
Показатели заболеваемости гемофильной инфекцией типа b в тысячи раз выше у детей восприимчивых возрастов (75-85 % случаев заболеваний — в возрасте до 24 мес, пик — 6-12 мес).
Выделяют следующие группы риска для данного заболевания:
- люди экстремальных возрастов (дети до 2-х лет, пожилые люди);
- дети, посещающие детские дошкольные учреждения. В одном из исследований было показано, что до 50 % инвазивных форм можно отнести за счёт посещения детских учреждений;
- дети на искусственном вскармливании. У детей до года, находящихся на искусственном вскармливании и не получающих небольших дополнительных количеств материнских антител с грудным молоком, особенно высок риск самых тяжёлых форм ХИБ-инфекции — воспаления лёгких и менингита. Фактор грудного вскармливания является отчасти гипотетическим, так как до конца не ясен механизм воздействия на защиту от гемофильной инфекции. Здесь могут играть роль как питательные, так и иммунные факторы, находящиеся в грудном молоке. После иммунизации женщин полисахаридной вакциной на 36-39 неделях беременности было отмечено 20-кратное возрастание выделения специфических антител с грудным молоком в послеродовом периоде;
- представители неевропейских рас. Этот фактор риска также является достаточно спорным, однако многие исследования заболеваемости показывали, что заболеваемость среди детей неевропейских рас значительно выше;
- лица с низким социально-экономическим статусом. Риск заболевания значительно увеличивается при скученном проживании;
- лица с различными видами иммунодефицита;
- крайне ослабленные и страдающие алкоголизмом;
- больные лимфогранулематозом (болезнь Ходжкина), серповидно-клеточной анемией;
- лица подвергшиеся спленэктомии (удаления селезёнки).

Заболеваемость повышается в конце зимы и весной. За последние годы заметно увеличилась заболеваемость взрослых.
Вариант клинической формы гемофильной инфекции зависит от возраста. Так, согласно зарубежным данным, менингит встречается чаще у детей в возрасте 6-9 месяцев, эпиглоттит встречается чаще у детей старше 2-х лет, целлюлит (воспаление подкожной клетчатки) чаще встречается у детей в годовалом возрасте. Для взрослых и пожилых людей менингит является нехарактерным — чаще встречается пневмония.

## Патогенез
Воротами инфекции является слизистая оболочка носоглотки. Механизмом передачи является воздушно-капельный, однако у маленьких детей путь передачи может быть контактным. Возбудитель может длительное время оставаться в области ворот инфекции в виде латентной бессимптомной инфекции. В некоторых случаях, в основном у лиц с ослабленными защитными силами и лиц, входящих в группу риска, латентная форма переходит в манифестную. Риск перехода инаппарантного носительства в манифестную форму усиливается при наличии сопутствующей вирусной инфекции и повышении микробной массы.
Также играют роль вторичные контакты. Данный механизм передачи наиболее актуален для детей в возрасте до двух лет. Отличают первичное заболевание, которое возникает вследствие контакта со здоровым носителем и вторичное, которое возникает при контакте с больным в манифестной форме.
Инфекция распространяется по окружающим тканям, обусловливая развитие синуситов, отитов, бронхитов, пневмоний, воспаление подкожной жировой клетчатки, или путём гематогенной диссеминации поражает суставы и другие органы, протекая по типу сепсиса. Штаммы гемофильной палочки, не имеющие капсулы, поражают только слизистые оболочки.
Системные заболевания вызывают только возбудители, обладающие капсулой, в 95 % случаях это гемофильная палочка типа b. Уникальным свойством бактерий данного типа является их способность проникать в кровеносное русло путём разрывания межклеточных соединений. Также, более выраженная патогенность этих штаммов связана с тем, что капсула способна подавлять фагоцитоз. Возбудитель может в течение нескольких суток персистировать в кровеносном русле бессимптомно до тех пор, пока масса микробных тел не станет критической. Затем бактерия проникает в ЦНС через хороидальные сплетения, вызывая инфильтрацию и гнойное воспаление мягких мозговых оболочек.
У перенёсших заболевание развивается стойкий иммунитет.
Иммунный отклик организма на данный вид инфекции имеет несколько особенностей. Вследствие подавления фагоцитоза, продукция антител В-лимфоцитами активируется без участия Т-хелперов. Именно поэтому иммунный отклик организма в ответ на инвазию Hib в большинстве случаев недостаточен, отсутствует т. н. бустерный (ударный) отклик при повторной экспозиции антигена гемофильной палочки. Также отмечается крайне слабая Т-независимая продукция специфических антител в возрасте до 18 месяцев. Кроме того, полисахариды являются набором олигосахаридов, каждый из которых способен индуцировать слабый иммунный отклик. Это в свою очередь обусловливает множественность и вариабельность продуцируемых антител в ущерб количественному фактору.
Местный иммунитет, представленный секреторными антителами класса IgA изучен недостаточно. Более того, было обнаружено, что капсульные виды H. influenzae выделяют протеазы, инактивирующие антитела. Проведённые исследования местного иммунитета у здоровых носителей показали, что роль местного иммунитета может быть достаточно важной — блокировка пенетрации слизистой оболочки бактериями, предотвращение проникновения микроорганизмов в кровеносное русло.
Комплемент при гемофильной инфекции может быть активирован как по классическому (антитело-зависимому) пути, так и по альтернативному пути. Антигены клеточной стенки H. influenzae способны активировать комплемент по альтернативному пути, в то время как комплекс антител и антигенов, способен активировать комплемент по классическому пути.

## Симптомы и течение
Длительность инкубационного периода установить трудно, так как заболевание нередко является следствием перехода латентной инфекции в манифестную. Может развиться местный воспалительный процесс слизистой оболочки верхних дыхательных путей или развиваются заболевания, обусловленные гематогенной диссеминацией. Гемофильная палочка типа b является одной из частых причин генерализованной инфекции (бактериемии) у детей, у половины из них развивается гнойный менингит, довольно часто (15-20 %) пневмония и реже другие очаговые поражения. Как правило, гемофильная инфекция протекает остро, но некоторые клинические формы могут принимать затяжное течение.
Гемофильная инфекция может протекать в следующих клинических формах:
1. Гнойный менингит.
2. Острая пневмония.
3. Септицемия.
4. Воспаление подкожной клетчатки (целлюлит).
5. Эпиглоттит (воспаление надгортанника).
6. Гнойный артрит.
7. Прочие заболевания (перикардит, синуситы, отит, заболевания дыхательных путей и др.).

По данным Бостонского университета самыми частыми клиническими формами гемофильной инфекции являются менингит, средний отит и пневмония.
Гнойный менингит наблюдается преимущественно у детей от 9 месяцев до 4 лет (для данной возрастной группы это самая частая причина менингитов). Заболевание развивается остро, иногда с симптомов ОРЗ, затем быстро развивается клиническая симптоматика, характерная для бактериальных менингитов. Иногда менингиальный синдром сочетается с другими проявлениями гемофильной инфекции (гнойный артрит, воспаление надгортанника, целлюлиты. Заболевание протекает тяжело и нередко кончается летально (около 10—15 % случаев).
Гемофильная пневмония (по данным Бостонского университета) является второй по частоте среди всех бактериальных пневмоний у детей. Может проявляться как в виде очаговой, так и в виде долевой (крупозной), очень часто (до 70 %) сопровождается гнойным плевритом (у детей), может осложняться гнойным перикардитом, средним отитом. Может принимать затяжное течение. У взрослых, особенно пожилых лиц, гемофильная инфекция может наслаиваться на другие виды инфекции.
Гемофильный сепсис чаще развивается у детей 6-12 мес, предрасположенных к этому заболеванию. Протекает бурно, нередко как молниеносный, с септическим шоком и быстрой гибелью больного.
Воспаление подкожной клетчатки (целлюлит) также развивается у детей до 12 мес, чаще локализуется на лице, реже на конечностях. Начинается нередко с картины ОРЗ (ринофарингит), затем появляется припухлость в области щеки или вокруг глазницы, кожа над припухлостью гиперемирована, с цианотичным оттенком, иногда заболевание сопровождается воспалением средним отитом. Температура тела субфебрильная, симптомы общей интоксикации выражены слабо. У детей старших возрастов воспаление подкожной клетчатки может локализоваться на конечностях.
Воспаление надгортанника (эпиглоттит) является очень тяжёлой формой гемофильной инфекции, в большинстве случаев (около 90 %) сопровождается бактериемией. Начинается остро, характеризуется быстрым подъёмом температуры тела, выраженной общей интоксикацией и картиной быстро прогрессирующего крупа, который может привести к гибели ребёнка от асфиксии (полная непроходимость дыхательных путей или остановка дыхания).
Гнойные артриты являются следствием гематогенного заноса гемофильной палочки, нередко сопровождаются остеомиелитом.

## Диагноз, дифференциальный диагноз
При распознавании учитывают возраст больного, наличие факторов, способствющих инфицированию гемофильной палочкой, характерные клинические проявления (целлюлиты, эпиглоттит и др.). Подтверждением диагноза служит выделение гемофильной палочки в гное, мокроте, ликворе, материале, взятом со слизистых оболочек. Средами выбора для культивирования являются агары, обогащённые кровью (20 %)(желательно наличие эритроцитарных кофакторов X и V). Окраска по Граму также является диагностически важной.
Серологическими тестами выбора являются латекс-агглютинация и реакция преципитации. Ценность этих методов особенно велика для диагностики в тех случаях, когда антимикробная терапия была начата до посева культуры. В спинномозговой жидкости (иногда в моче) можно обнаружить капсульный антиген гемофильной палочки с помощью реакции встречного иммунофореза или иммуноферментного метода. Однако факт обнаружение не может однозначно свидетельствовать в пользу диагноза гемофильной инфекции, так как антиген может выявляться при носительстве, при недавней вакцинации полисахаридной вакциной или загрязнении анализа перекрестно-реагирующими фекальными микроорганизмами.
В клинически важных случаях проводят тест на антибиотикорезистентность.

## Лечение
Без этиотропной терапии некоторые формы гемофильной инфекции (менингит, эпиглоттит) почти всегда заканчиваются смертью больного. Необходимо возможно раньше начать этиотропную терапию.
Наиболее эффективным и малотоксичным до 1970 года, когда был обнаружен факт наличия антибиотикорезистенности у H. influenzae, считался ампициллин, однако в последние годы всё чаще стали выделяться штаммы гемофильной палочки, резистентные к данному антибиотику. Ампициллин вводился внутривенно в суточной дозе 200—400 мг/кг/сут детям и 6 г/сут взрослым. Такие большие дозировки в назначении ампициллина обусловлены высокой резистентностью возбудителя к препарату. Исходя из этого ампициллин практически не используется в современной практике врачей. В некоторых рекомендациях, в частности в руководстве Американской Педиатрической Академии, предлагается с самого начала применять ампициллин, цефалоспорины в комбинации с левомицетином. Однако, согласно последним исследованиям, проведённым в России (Москве, Санкт-Петербурге и других крупных городах), штаммы гемофильной палочки, циркулирующие в этих регионах резистентны практически ко всем классам антимикробных препаратов.
В последнее время в отечественных и зарубежных публикациях появились сведения о более высокой, нежели для ампициллина, эффективности таких антибиотиков, как амоксициллин, цефалоспоринов — цефиксим и макролидов — азитромицин, даже при применении их короткими курсами. В Российской федерации только 2,8 % штаммов H. influenzae вырабатывают β-лактамазы, вследствие чего необходимость в использовании препаратов с клавулановой кислотой преувеличена (данные исследования ПеГАС 2014). Необходима консультация врача.

## Профилактика и мероприятия в очаге
Здоровым носителям гемофильной палочки типа b и лицам из группы риска, контактирующим с больными гемофильной инфекцией, в течение первой недели после регистрации первого случая заболевания рекомендуется принимать рифампицин внутрь в дозе 10—20 мг/кг/сут (максимум 600 мг/сут) однократно в течение 4 дней.

## Специфическая иммунопрофилактика
В 1974 году в Финляндии было проведено первое широкомасштабное исследование эффективности капсулярной полисахаридной вакцины, вошедшее в анналы истории вакцинирования против Hib. Было выявлено, что вакцина крайне эффективна (55-85 % при уровне достоверности в 95 %) в возрасте 18-71 месяцев и обеспечивает 4-летнюю защиту в 90 % случаев. Однако, более скромные результаты были получены у детей в возрасте до 18 месяцев.
Позже проводились многочисленные испытания полисахаридных вакцин в Европе и Северной Америке. В частности, клиническое испытание в Великобритании (1991—1993) показало снижение на 87 % заболеваемости менингитом гемофильной этиологии. В Голландии, при проведении аналогичного исследования, было зафиксировано полное отсутствие случаев менингита гемофильной этиологии в течение 2-х лет после начала иммунизации.
В настоящее время обязательная иммунизация против гемофильной инфекции введена в США (1990), Канаде (1990) и ряде других стран. С 2011 года прививка против Hib включена в российский национальный календарь прививок и предоставляется детям из групп риска. Вакцинация проводится детям в три этапа: в 3, 4,5 и 6 месяцев. В возрасте 18 месяцев — однократная ревакцинация.

### Некоторые факты, подтверждающие эффективность вакцинации
По данным, опубликованным рядом авторов (Adams WG et al) в JAMA, результаты таковы:
- 1989 — 37/100000
- 1991 — 11/100000

Снижение числа случаев заболеваний менингитом гемофильной этиологии у детей на 82 % с 1985 по 1991, предотвращение около 10000-16000 заболеваний гемофильной инфекцией в 1991 году.
В настоящее время наиболее эффективным считается введение трёх доз конъюгированных вакцин — в 2, 4 и 6 месяцев. Вакцины взаимозаменяемы.